# IC 1375
IC 1375 — галактика типу C (компактна галактика) у сузір'ї Малий Кінь.
Цей об'єкт міститься в оригінальній редакції індексного каталогу.